# Vasile Ghițescu
Vasile Ghițescu (ur. w 1886, zm. ?) – rumuński strzelec uczestnik Igrzysk Olimpijskich 1924. Na igrzyskach olimpijskich w Paryżu uczestniczył we wszystkich konkurencjach strzelania z karabinu. Zajął 68. miejsce w karabinie dowolnym – 600 m – indywidualnie. W karabinie – 50 m – na leżąco – indywidualnie zajął 63, przedostatnią pozycję. Natomiast w drużynie Rumuni byli 13.